# 雜色劍尾魚
雜色劍尾魚，為輻鰭魚綱鯉齒目鯉齒亞目花鳉科的其中一種，分布於中美洲墨西哥塔毛利帕斯州南部至韋拉克魯斯的淡水流域，體長可達7公分，棲息在植被生長的溪流、溝渠，屬雜食性，以昆蟲、甲殼類、蠕蟲、植物等為食，生活習性不明，可作為觀賞魚。

## 擴展閱讀
維基物種上的相關：雜色劍尾魚